# Мелілья
Мелі́лья (ісп. Melilla; араб. مليلة) — іспанське місто і порт на середземноморському узбережжі Африки. Має статус автономного міста.

## Історія
Місто Мелія було засноване фінікійцями, що здійснювали колонізацію західного Середземномор'я. Тут вони заснували факторію Русадир (Руссадир або Русаддир), як виявилося з написів у некрополі, розташованому неподалік міста. З VI століття до н. е. місто було в руках карфагенян. Пізніше увійшло до складу Римської імперії.
У 429 році місто було зруйноване вандалами, що переселилися з Піренейського півострова і захопили Північну Африку. Місто було відновлене візантійцями, що встановили свою владу в Північній Африці й Бетиці.
Місто було захоплене мусульманами в кінці VII століття і тоді йому була дана сьогоднішня назва «Мелілья». Етимологія цього слова невідома.
У 859 році місто було розграбоване і спалене вікінгами. У 927 році Абд Ар-Рахман III включив місто до складу Кордовського емірату, який через два роки перетворився на Кордовський халіфат.
Губернатор Андалусії Хуан Алонсо де Гусман, третій герцог де Медіна Сидонія, дізнавшись, що королівське подружжя передумало захоплювати Мелілью, вирішив узяти це завдання на себе, отримавши на те королівський дозвіл. Для цього він доручив зброєносцеві Педро Еспіньяну й артилеристові Франциско Раміресу де Мадрид розвідати півострів Трес Фокас.
Згідно з Баррантесом, літописцем герцогського двору, герцог повелів зібрати
| п'ять тисяч піхотинців і декілька вершників, і повелів оснастити кораблі, на яких вони вирушали, і завантажити їх борошном, вином, салом, м'ясом, оливковою олією і всіма необхідними запасами; і гарматами, списами, еспінгардами і всіма боєприпасамиОригінальний текст (ісп.) cinco mil ombres de apié e alguna gente a cavallo, e mandó aparejar los navíos en que fuesen, e hizolos cargar de mucha farina, vino, tocino, carne, aceyte e todos los otros mantenimientos necesarios; e de artillería lanças, espingardas e toda monición |
| І також в ту подорож була узята з собою велика кількість вапна і дерева, щоби відновити місто. І зі всією цією армадою і всіма цими людьми, Педро де Естопіньян, Радник Герцога, по його наказу вирушив з порту Сан Лукар у вересні 1497 рокуОригінальний текст (ісп.) E asimismo llevaron en aquel viaje gran cantidad de cal e madera para reedificar la ciudad. E con toda esta Armada e gente, partió Pedro de Estopiñán, Contador del Duque, por su mandato del puerto de San Lucar en el mes de septiembre del año 1497 |
Місто Мелілья було захоплене іспанцями 17 вересня 1497 року. У 1509 році були наново визначені межі сфер впливу в Північній Африці між Португалією і Кастилією (Португалія мала більший контроль на атлантичному узбережжі, аж до Сеути, залишаючи середземноморське узбережжя за Кастилією).
Воєнний заколот, який поклав початок Громадянській війні в Іспанії почався 17 липня 1936 року і в Мелільї.

## Адміністрація
З моменту набрання чинності Статуту про Автономію Мелільї (Органічний закон 2/1995, 13 березня, опублікований в Офіційному державному бюлетені 14 березня 1995 року) місто отримало статус автономного міста. На відміну від автономних спільнот, автономні міста не мають власних законодавчих органів.
Мелілья представлена в парламенті Іспанії одним депутатом в нижній палаті й двома у верхній.

### Президенти
- Ігнасіо Веласкес (Ignacio Velázquez)
- Енріке Паласіос (Enrique Palacios)
- Мустафа Хамед Мох «Аберчан» (Mustafa Hamed Moh «Aberchán»)
- Хуан Хосе Імброда Ортіс (Juan José Imbroda Ortiz) (ПП)

### Претензії Марокко
З 1982 року Марокко пред'являє свої претензії на місто, як невіддільну частину своєї території. Своєю чергою, уряд Іспанії ніколи не визнавав цих вимог.

## Географія

### Розташування

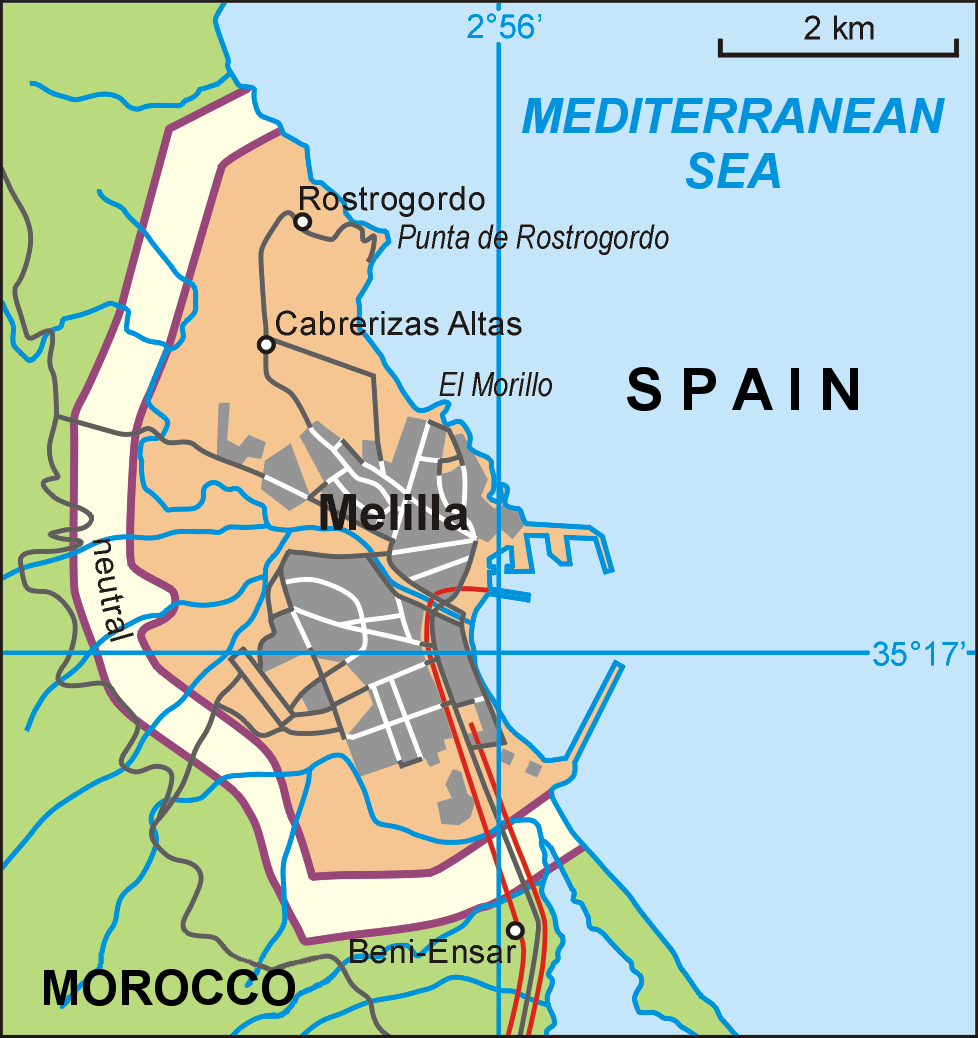
Мапа Мелільї (підписи англійською)

Географічне місце Мелільї: 35º17' північної широти й 2º56' східної довготи.
Мелілья розташована на північному заході африканського континенту, навпроти берегів Альмерії, Гранади і Малаги. Місто розташоване на півострові Трес Фокас, у підгір'ї Гуругу, у гирлі річки Оро, на висоті 1 метра над рівнем моря.
Площа — близько 12 км².

### Клімат
Клімат середземноморський, помірний і вологий. Середньорічна температура — 20º.

## Адміністративний поділ
Мелілья адміністративно поділяється на 8 районів (ісп. barrio):
1. barrio de Medina Sidonia;
2. barrio del General Larrea;
3. barrio del Ataque Seco;
4. barrio de los Héroes de España;
5. barrio del General Gómez Jordana;
6. barrio del Príncipe de Asturias;
7. barrio del Carmen;
8. barrio de Calvo Sotelo;
9. barrio de la Virgen de la Victoria;
10. barrio del Polígono Residencial de la Paz.

## Населення
Населення міста налічує 65 488 (2005 рік) жителів. Рівень народжуваності в місті найвищий в Іспанії, а рівень смертності — найнижчий.
65 % населення походить з півострова, говорить іспанською і сповідує католицизм. 30 % мусульмани, що говорять рифською мовою (одна з берберських мов). За ними слідують євреї (близько 1000) і індійці (менш як 100), чисельність яких за останнє десятиліття сильно знизилася.
У 1887 році серед жителів Мелільї був лише один мусульманин. Він був родом з Касабланки і працював слугою.
Щільність населення 5 181 чол./км²

### Мови
Іспанська мова є єдиною офіційною мовою. Також поширені різні берберські мови.

## Економіка
Економіка Мелільї тримається переважно на торгівлі. Компанії Мелільї становлять 0,1 % від всіх компаній Іспанії. Із середини минулого століття Мелілья має статус порто-франко.

## Транспорт
Транспортне сполучення:
- Повітряне сполучення: Рейси з Малаги, Альмерії, Гранади, Барселони і Мадрида.
- Морське сполучення: Пороми з Малаги й Альмерії.
- Автодорожнє сполучення: Через кордон з Марокко. Найближчі марокканські міста — Надор і Бені-Ензар.

## Культура
Мелілья — одне з найменших міст, де співіснують відразу чотири релігії: християнство, іслам, юдаїзм і індуїзм.

### Свята

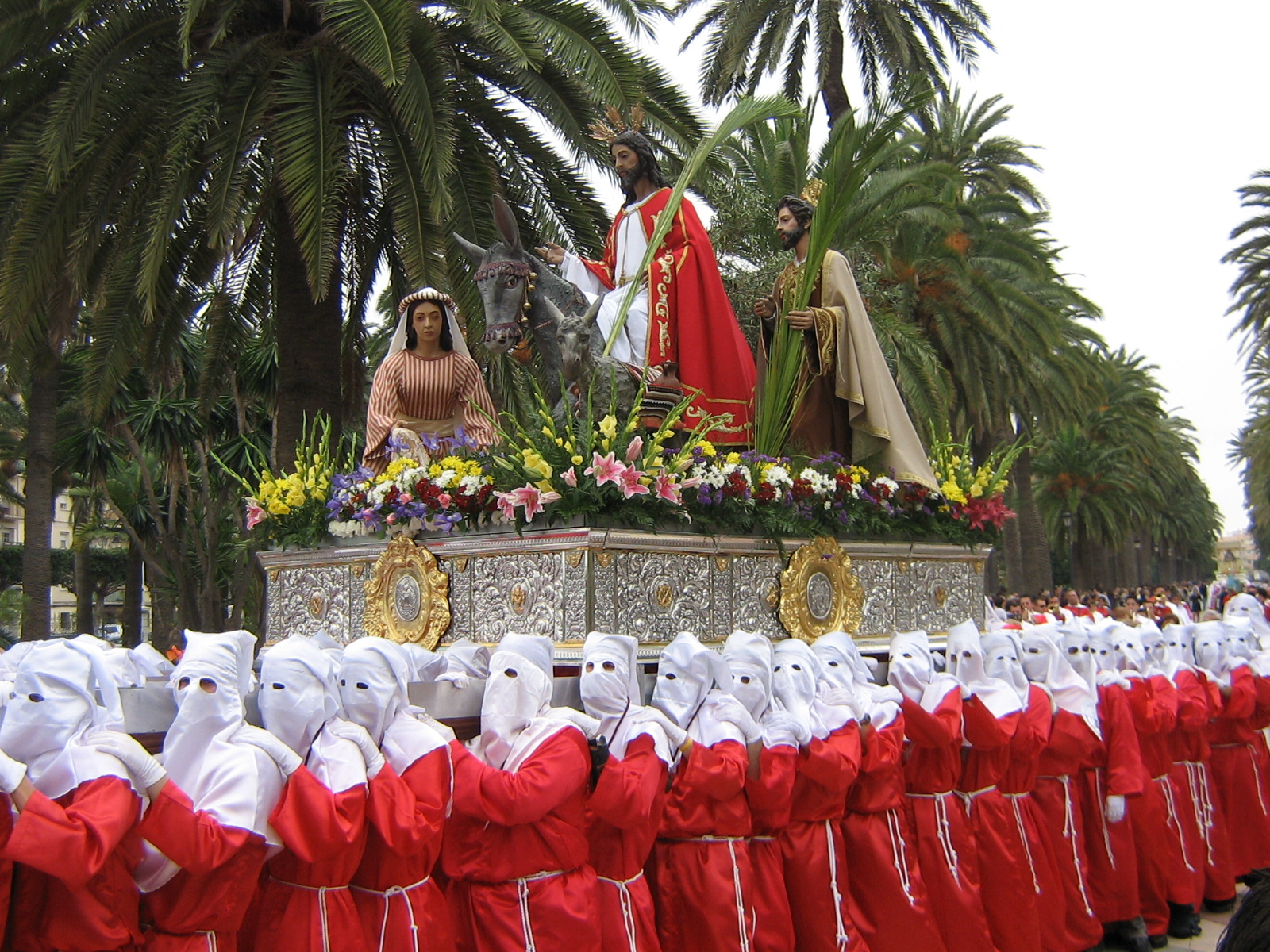
2006

- День Діви Марії Перемоги (Virgen de la Victoria), 8 вересня.
- День Мелільї, 17 вересня. Відзначається день узяття міста військами герцога Медини-Сидонія в 1497 році.
- Морський Тиждень (серпень).

### Пам'ятники і визначні місця

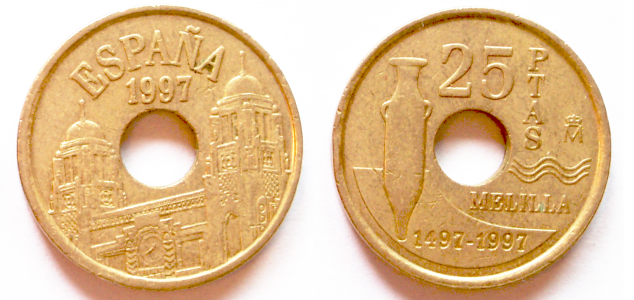
Мелілья на іспанській монеті 1997 року

Мелілья — одне з міст Іспанії, де дуже добре представлено модерністське мистецтво. Визначні пам'ятки Мелільї:
- Цитадель або Стара Мелілья.
- Міський Музей.
- Музей Армії.
- Церква Священного серця Ісуса.
- Церква Непорочного Зачаття (1687, реконструйована в 1757 році), у церкві знаходиться зображення Діви Марії Перемоги (Nuestra Señora de la Victoria), заступниці міста.
- Центральна Мечеть.
- Синагога Ям Бенарроч (Yamín Benarroch).
- Храм індуїстів.
- Будівля Палацу Зборів
- Модерністські будівлі центру міста
- Форт Рострогордо (ісп. Rostrogordo: «Товсте Обличчя»)

## Відомі люди
- Фернандо Аррабаль (Fernando Arrabal) — іспансько-французький письменник.
- Мігель Фернандес (Miguel Fernández) — іспанський поет.
- Хоакін Гарсія-Морато і Кастаньо (Joaquín García-Morato y Castaño) — іспанський військовий льотчик.
- Хуан Хосе Імброда (Juan José Imbroda) — президент Мелільї.